# Montanejos
Montanejos es un municipio y localidad de España, en la Comunidad Valenciana. Situado en el interior de la provincia de Castellón, en la comarca del Alto Mijares, comarca natural ubicada entre Teruel y Castellón. Cuenta con una población de 643 habitantes (INE 2024). Se trata de un municipio hispanófono, en el que el español cuenta con el predominio lingüístico reconocido legalmente.

## Geografía
Este pueblo se encuentra situado a 60 km de la capital de la provincia, 92 km de Valencia y 90 km de Teruel. Desde Castellón de la Plana se accede a esta localidad a través de la carretera CV-20, y desde Valencia o Zaragoza por la autovía A-23, también llamada autovía Mudéjar, tomando el desvío de Jérica. 

### Pedanías
Montanejos cuenta en su término municipal con la pedanía de La Alquería.
En 1974 el término municipal de Campos de Arenoso pasó a formar parte de Montanejos, tres años antes de finalizar las obras del pantano de Arenoso.

### Localidades limítrofes
Cortes de Arenoso, Puebla de Arenoso, Fuente la Reina, Montán, Zucaina, Arañuel y Cirat, todas de la provincia de Castellón.

## Historia
El origen de Montanejos se remonta a la época musulmana, cuando se creó la alquería de Muntan as-sufla, ´Montán de abajo´. Sus moradores se rebelaron contra Abu Zayd cuando este se convirtió al cristianismo en 1236. Pere Ximénez de Vallterra redujo a los sublevados y el rey Jaume I, en recompensa, le otorgó el señorío de CastellMontan, que incluía Montán, Montanejos y Arañuel.
Las 150 familias, todas musulmanas, que habitaban Montanejos en 1609 fueron expulsadas. Al quedar vacío los Vallterra otorgaron carta de poblamiento a nuevos colonos en 1612 y se independizaron de Montán. Fue repoblado por aragoneses, como el resto de la comarca, hecho histórico que se refleja en su lengua y cultura actual. En 1646 solo se habían poblado 41 casas (unos 200 habitantes). A comienzos del XVIII ya había unas 80 familias (unos 400 habitantes).
La roturación de nuevas tierras y la ampliación del regadío permitieron que llegar a sumar 1.776 habitantes durante las siguientes décadas, y el mínimo poblacional se alcanzó en el padrón de 1994 con 400 habitantes.
Al final de los años 1990 y principios de la década de los 2000 se produjo un nuevo crecimiento de la población gracias al turismo. Según el padrón de 2015 Montanejos tenía 549 habitantes, de los cuales 39 vivían en el caserío de La Alquería.

## Curiosidades
El pueblo cuenta con una leyenda popular que se recuerda a los nuevos visitantes: Hace varios cientos de años, dos turistas procedentes de la ciudad de Valencia subían a visitar los encantos de este pueblo que por aquel entonces carecía de nombre propio. Al acercarse por los alrededores del pueblo, cuando todavía les quedaban por recorrer varios kilómetros, se encontraron con un campesino que iba con su caballo y su perro.
Los turistas, perdidos y sin saber qué camino tomar para llegar a su destino, decidieron preguntar a este amable hombre. "Buenos días caballero, ¿cómo podemos llegar hasta los encantadores parajes naturales de los que tanto hemos oído hablar en la ciudad?" El campesino, sabedor de los rincones perseguidos por decenas de turistas cada año, supo al instante el lugar al que se referían los urbanitas.
El amable lugareño, con sus problemas de pronunciación, les indicó el camino que debían seguir diciéndoles: "¿Ustedes saben dónde está Montán?" A lo que los turistas contestaron afirmativamente y el campesino añadió: "Pues tienen que ir un poco más nejos -queriendo decir "lejos"-.
Pasaron los años y centenares de turistas de alrededor de toda España visitaban este lugar. Preguntándole la gran mayoría de las veces al amable señor con problemas vocales para pronunciar la palabra "lejos" y que acabó dándole el nombre de "Montán-nejos" a lo que hoy conocemos como "Montanejos". 

## Demografía
Montanejos cuenta con una población de 643 habitantes (INE 2024).
| Gráfica de evolución demográfica de Montanejos entre 1842 y 2021 |
| |
| Población de derecho según los censos de población del INE Población de hecho según los censos de población del INEEntre el censo de 1981 y el anterior, crece el término del municipio porque incorpora a Campos de Arenoso |

| 1990 | 1992 | 1994 | 1996 | 1998 | 2000 | 2002 | 2004 | 2005 | 2007 | 2011 | 2018 | 2019 |
| ---- | ---- | ---- | ---- | ---- | ---- | ---- | ---- | ---- | ---- | ---- | ---- | ---- |
| 443  | 417  | 400  | 404  | 408  | 415  | 453  | 481  | 488  | 604  | 640  | 518  | 572  |

## Política
| Periodo   | Nombre                      | Partido   |
| --------- | --------------------------- | --------- |
| 1979-1983 | José Antonio Galiana Aragón | UCD       |
| 1983-1987 | José Antonio Galiana Aragón | UCD       |
| 1987-1991 | Valentín Collado Fornas     | PSPV-PSOE |
| 1991-1995 | Valentín Collado Fornas     | PSPV-PSOE |
| 1995-1999 | Laureano Sandalinas Gil     | PP        |
| 1999-2003 | Laureano Sandalinas Gil     | PP        |
| 2003-2007 | Laureano Sandalinas Gil     | PP        |
| 2007-2011 | Laureano Sandalinas Gil     | PP        |
| 2011-2015 | Laureano Sandalinas Gil     | PP        |
| 2015-2019 | Miguel Sandalinas Collado   | PSPV-PSOE |
| 2019-2023 | Miguel Sandalinas Collado   | PSPV-PSOE |
| 2023-act. | Miguel Sandalinas Collado   | PSPV-PSOE |

## Monumentos

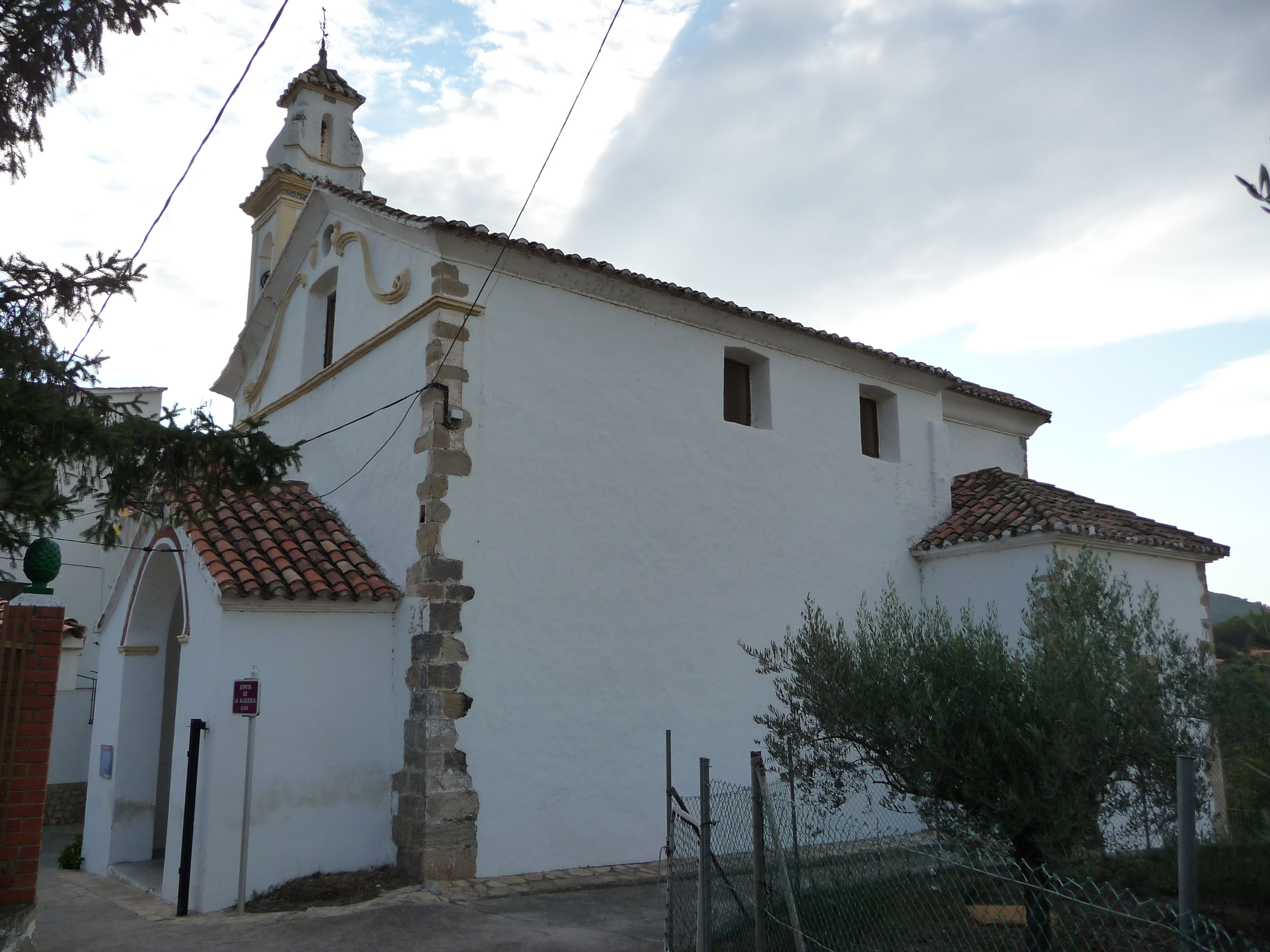
Ermita de la Virgen de los Desamparados

### Monumentos religiosos
- Iglesia parroquial. Dedicada a San Jaime.
- Ermita Virgen de los Desamparados. Situada en la aldea de la Alquería.

### Monumentos civiles
- Castillo de la Alquería, casi desaparecido.

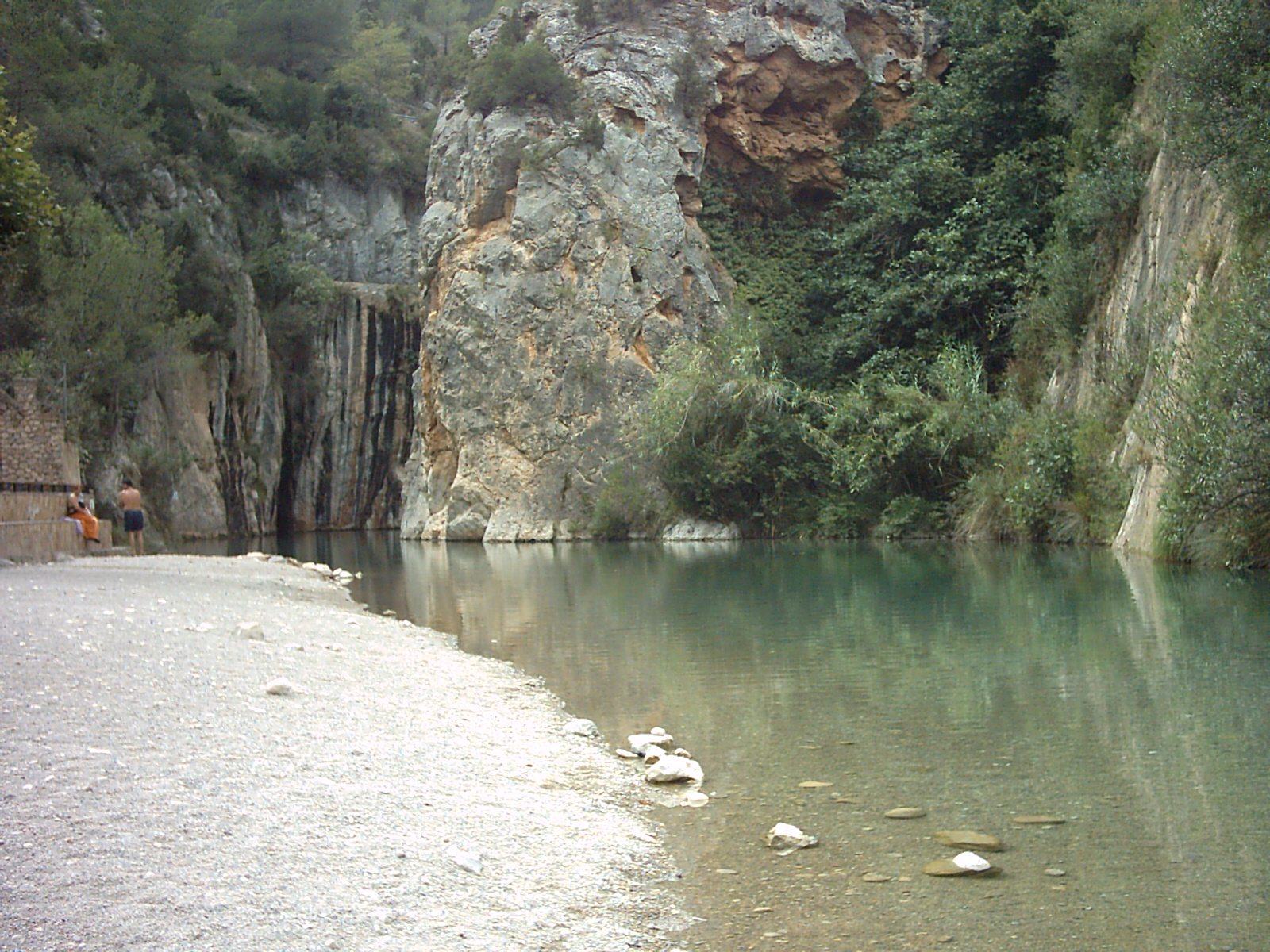
La Fuente de los Baños de Montanejos.

- La Fuente de los Baños de Montanejos.Torre de Montanejos, declarada Bien de Interés Cultural.
- Casa consistorial. Edificio de interés arquitectónico.
- Casa de los Valterra. Edificio de interés arquitectónico.
- Puente de San José, declarado bien de Relevancia Local.